# Arnold Wilhelm Hardt (Unternehmer, 1843)

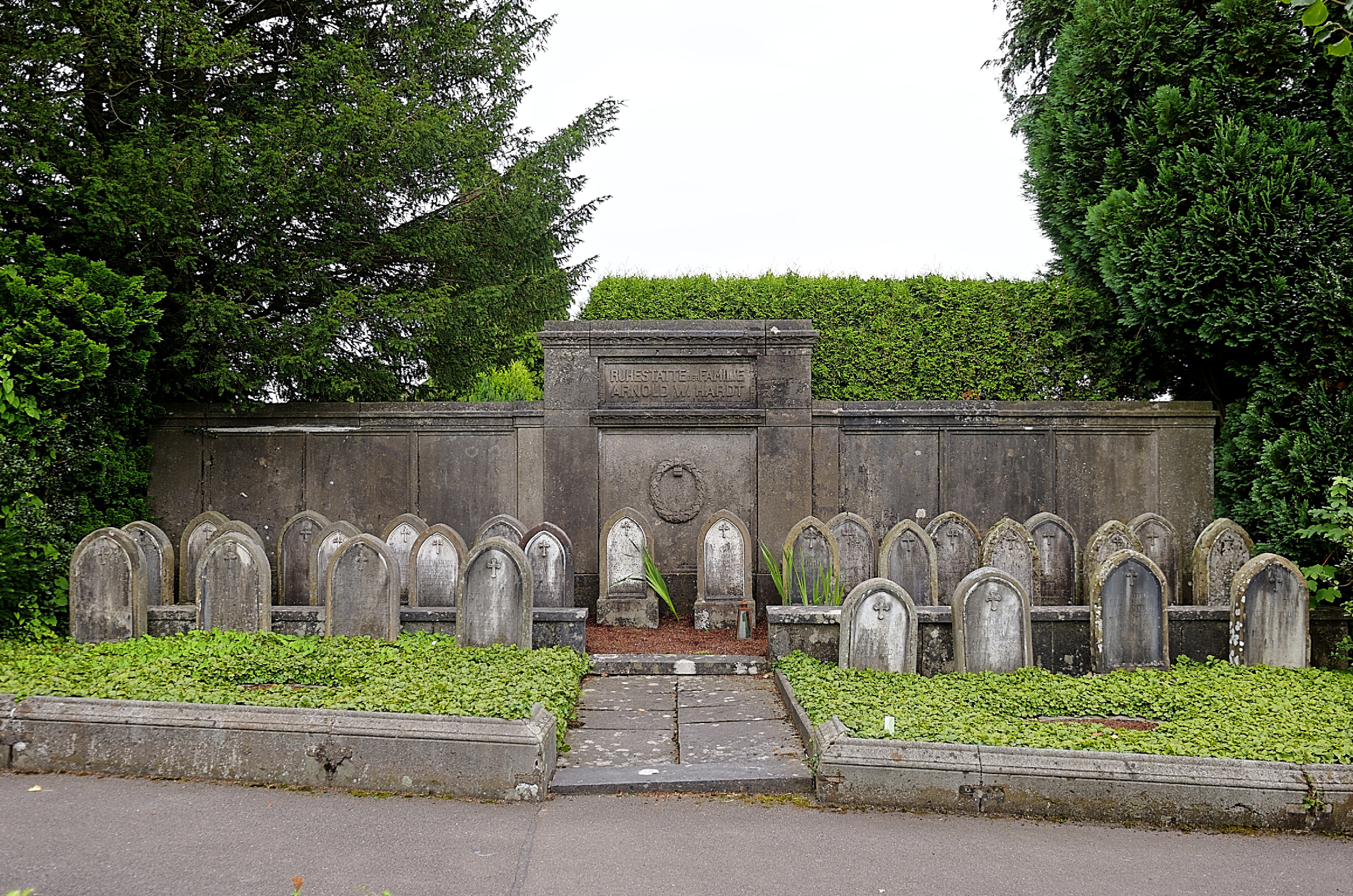
Grab der Familie Arnold Wilhelm Hardt auf dem evangelischen Friedhof Lüttringhausen

Arnold Wilhelm Hardt jun. (* 10. August 1843 in Lennep; † 26. November 1897 ebenda) war deutscher Unternehmer in der Textilindustrie und zeitweise Präsident der Bergischen Handelskammer zu Lennep.

## Leben
Arnold Wilhelm Hardt war der Sohn des gleichnamigen Unternehmers Arnold Wilhelm Hardt (sen.) (* 27. Mai 1805 in Lennep; † 5. Dezember 1878 ebenda) und dessen Ehefrau Kornelie Maria Mathilda geborene Hasenclever (* 29. Oktober 1813 in Remscheid-Ehringshausen; † 23. August 1872 in Lennep). Er besuchte die Volksschule in Lennep und danach die höhere Bürgerschule. Danach erhielt er Privatunterricht und besuchte zuletzt die Schule in Lippstadt. Er machte eine kaufmännische Ausbildung bei der Firma Redlich in Brünn. In das väterliche Unternehmen Johann Wülfing & Sohn trat Arnold Wilhelm Hardt 1871, im Alter von 28 Jahren, ein. Johann Arnold Hardt der Ältere war durch die Heirat mit Anna Wülfing in der zweiten Hälfte des 18. Jahrhunderts Inhaber des Unternehmens geworden, das eine Tuchfabrik in Dahlerau betrieb. Arnold Wilhelm Hardt widmete sich vorrangig dem Bau und Ausbau der Kammgarnspinnerei in Lennep, die 1880/1881 in Betrieb genommen wurde. Das Unternehmen zählte mit rund 2000 Mitarbeitern zu den größten der Branche.
Neben seiner unternehmerischen Tätigkeit engagierte er sich in zahlreichen Ehrenämtern. Er war Mitglied des Presbyteriums und Ehrenmitglied des Evangelischen Arbeitervereins sowie Vorsitzender diverser anderer karitativer Vereine.
Er war Stadtverordneter und 1883 bis 2/1888 stellvertretender Abgeordneter für den Stand der Städte und die Städte Lennep, Ronsdorf, Lüttringhausen, Radevormwald, Burg, Hückeswagen und Wermelskirchen im Provinziallandtag der Rheinprovinz.
Zu seinem Engagement zählte auch die Tätigkeit für die Bergische Handelskammer zu Lennep, zu deren Präsident er am 18. September 1888 einstimmig gewählt wurde. In seiner Amtszeit wurde das Mitteilungsblatt der Kammer zum ersten Mal herausgegeben, die erste Ausgabe der Handels-Nachrichten erschien am 21. Juni 1889. Zum 50-jährigen Jubiläum der Kammer hielt Hardt am 11. November 1890 bei den Feierlichkeiten vor zahlreichen Gästen die Rede. Weiter gab sich die Kammer unter seinem Vorsitz im Januar 1891 erstmals eine Geschäftsordnung. Für seine Amtszeit wird der Bau der Bahnstrecke Elberfeld–Cronenberg (Eröffnung 1891) als bedeutendste Errungenschaft gewertet, für die sich die Kammer eingesetzt hatte.
Aus gesundheitlichen Gründen trat 1893 Arnold Wilhelm Hardt vom Amt des Handelskammer-Präsidenten zurück und starb im Alter von 54 Jahren. Er trug seit 1893 den Ehrentitel eines Kommerzienrats. Verheiratet war er mit Mathilde geborene Rheinen (* August 1849 in Blankenstein; † 14. Februar 1916 in Bonn).